# Лисестрово
Лисестрово — местность возле Архангельска, состоящая из нескольких деревень.
До 15 века являлась местом проживания чудских племён. Происхождение названия берёт от имени Листа — чудского наместника, проживающего в данной местности и собирающего дань с окрестных поселений.
Официально впервые упоминается в Северных летописях в 1419 году, как крестьянское поселение мужского Михайло-Архангельского монастыря. Упоминания о Лисестрове встречаются в Списках владений Москвы на Двине 1462–1476 годов, а также в ряде документов хозяйственного характера (купля-продажа имущества), относящихся к 1478 и 1581 годам.